# Austrasiatica hirasei
Austrasiatica hirasei is een slakkensoort uit de familie van de Cypraeidae. De wetenschappelijke naam van de soort is voor het eerst geldig gepubliceerd in 1913 door Roberts.